# Linie následnictví rumunského trůnu
Následnictví rumunského trůnu může být předmětem sporů o to kdo je právoplatným následníkem trůnu, protože Rumunské království bylo zrušeno v roce 1947, kdy byl sesazen poslední král Michal a od té doby je královská rodina nevládnoucí. Problém následnictví zrušeného trůnu tkví v tom, že král Michal neměl žádných synů tím pádem ani vnuky v mužské linii, pouze 5 dcer. V ženské linii měl ve svém potomstvu 2 vnuky, 3 vnučky a několik pravnoučat. Ale podle poslední rumunské demokratické ústavy (za existence monarchie) z roku 1923 může být dědicem trůnu pouze mužský potomek v mužské linii, podle tzv. salického práva. Podle této ústavy by trůn připadl s největší pravděpodobností současné hlavě rodu knížat z Hohenzollernu, knížeti Karlu Fridrichovi, ten se ale vyjádřil, že o rumunský trůn nemá zájem. V praxi tedy k žádnému sporu o následnictví trůnu nedochází a ten tak zůstává v rovině teoretické. Před svou smrtí byl Michal I. i jeho žena, stejně jako další členové králvoské rodiny (nejstarší dcera korunní princezna Margarita a králův vnuk princ Mikuláš) v zemi relativně populární a tudíž jako následníci přijímáni. 
Král sám byl v Rumunsku i ve vysokém věku nesmírně oblíben a obecně uznávanou osobností. Přestože je státním zřízením Rumunska republika, povolil rumunský parlament králi Michalovi oficiálně užívat svůj titul král Rumunů a statut bývalé hlavy státu.
Bývalý král Michal změnil následnický řád ze salického práva na mužskou primogenituru (kognatickou tj. muži mají přednost před ženami, následnický systém používaný ve Spojeném království, Monaku, Španělsku, Thajsku a dříve v Portugalsku), to ale jako nevládnoucí panovník nemůže a pravomoc měnit zákony neměl ani jako vládnoucí panovník. Podle nového následnického řádu by se měla pretendentem trůnu stát Michalova nejstarší dcera Margarita (Markéta), jelikož nemá žádné děti tak po její smrti či vzdání se práva na trůn by se pretendentem stala její mladší sestra Elena a poté její syn Nicolas de Roumanie Medforth-Mills, který byl 30. prosince 2007 Michalem I. ustanoven rumunským princem s titulem královská Výsost s platností od 1. dubna 2010 (den kdy bylo Nicolasovi 25 let).
Díky změnám po 29. říjnu 2013, již není třetí dcera krále Michala, princezna Irena a její potomci v následnické linii.
K dalším překvapivým změnám v linii následnictví došlo 1. srpna 2015, kdy král Michal podepsal dokument zbavující jeho vnuka prince Mikuláše hodnosti prince a titulu královská výsost a navíc ho odstranil z linie následnictví trůnu. Na rozdíl od předchozí změny (vzhledem k aktivitám bývalé princezny Ireny a jejího manžela) je vyřazení Mikuláše (Nicolase) a zbavení ho titulů (uděleny v roce 2010) zvláštní a neočekávaným krokem. Mikuláš, který se nacházel v linii nástupnictví hned za svou bezdětnou tetou a svou matkou byl považován za budoucího nástupce svého děda a tety. Což bylo podpořeno tím, že žije trvale v Rumunsku, mluví rumunsky, reprezentuje královskou rodinu na oficiálních akcích a mezi veřejností.

## Primogenitura
Linie následnictví na rumunský trůn podle primogenitury je následující:
- Karel Antonín Hohenzollernský (1811–1885)
  -  JV král Karel I. (1839–1914)
  - Leopold Hohenzollernský (1835–1905)
    -  JV král Ferdinand I. (1865–1927)
      -  JV král Karel II. (1893–1953)
        -  JV král Michal I. (1921–2017)
          - Jkv Margarita (*1949)
          - (1) Jkv Elena (*1950)
            - Nicolas Michael de Roumanie Medforth-Mills (*1985)
              - Michael (*2022)
              -  Marie Alexandra (*2020)

            - (2) Elizabeta-Karina de Roumanie Medforth-Mills (*1989)

          - Irena Walker (*1953)
            - Michael de Roumanie Kreuger (*1985)
              -  Kohen de Roumanie Kreuger (*2012)

            - Angelica Kreuger (*1986)
              - Courtney Knight (*2007)
              -  Diana Knight (*2011)

          - (3) Jkv Sofie (*1957)
            - (4) Elisabeta-Maria de Roumanie Biarneix de Laufenburg (*1999)

          - (5) Jkv Marie (*1964)

## Salické právo
Linie následnictví na rumunský trůn podle salického práva a ústavy z roku 1923 je následující:
- Karel Antonín Hohenzollernský (1811–1885)
  -  JV král Karel I. (1839–1914)
  - Leopold Hohenzollernský (1835–1905)
    - Vilém Hohenzollernský (1864–1927)
      - Fridrich Hohenzollernský (1891–1965)
        - Fridrich Vilém Hohenzollernský (1924–2010)
          - Karel Fridrich (*1952)
            - (1) Alexander Hohenzollernský (*1987)

          - (2) Princ Albrecht Hohenzollernský (*1954)
          - (3) Princ Ferdinand Hohenzollernský (*1960)
            - (4) Prince Aloys Hohenzollernský (b. 1999)
            - (5) Prince Fidelis Hohenzollernský (*2001)

        - Princ Johann Georg Hohenzollernský (1932–2016)
          - (6) Princ Carl Christian Hohenzollernský  (*1962)
            - (7) Princ Nicolas Hohenzollernský (*1999)

          - (8) Princ Hubertus Hohenzollernský (*1966)

        -  Princ Ferfried Hohenzollernský (1943- 2022)

      -  Princ Franz Joseph Hohenzollernský (1891–1964)
        -  Princ Emanuel Hohenzollernský (1929–1999)
          - (9) Princ Carl Alexander Hohenzollernský (*1970)

    -  JV král Ferdinand I. (1865–1927)
      -  JV král Karel II. (1893–1953)
        - Carol Mircea Hohenzollern (1920–2006)
          - Paul-Philippe Rumunský (*1948)
            - (1) Carol Ferdinand Rumunský (*2010)

          - (2) Alexander Hohenzollernský (*1961)

        -  JV král Michal I. (1921–2017)

## Lambrinové
- Karel Antonín Hohenzollernský (1811–1885)
  -  JV král Karel I. (1839–1914)
  - Leopold Hohenzollernský (1835–1905)
    -  JV král Ferdinand I. (1865–1927)
      -  JV král Karel II. (1893–1953)
        -  Carol Mircea Hohenzollern (1920–2006)
          - Paul-Philippe Rumunský (*1948)
            - (1) Carol Ferdinand Rumunský (*2010)

          - (2) Alexander Hohenzollernský (*1961)